# La tarara
La tarara és una cançó tradicional valenciana, que se sol cantar en Pasqua. Tot i l'ús vinculat a una celebració catòlica, la melodia és coneguda al mediterrani oriental, formant també part del folklore de països musulmans com el Marroc.